# Éless István
Éless István (Budapest, 1908. június 25. – Baden, Svájc, 1961. szeptember 22.) rajztanár, festőművész és grafikus.

## Élete
Éless József és Scheiring Erzsébet fia. Felesége: Bielik Jolán. A Budapesti Református Főgimnáziumban, majd az Országos Magyar Királyi Képzőművészeti Főiskolán tanult. 1930. június 21-én rajztanári képesítő vizsgát tett. A Balló-ösztöndíjjal lehetőséget kapott, hogy Európa művészeti központjaiban Párizsban, Münchenben, Lipcsében képezze tovább magát. 1945 elején hagyta el Magyarországot feleségével együtt. Először Dániában, majd 1947 óta Svájcban Wettingenben, később Badenben élt haláláig. Svájcban az Aargau Magyar Egyesület elnöke volt. Wettingenben van eltemetve.

## Műve
- Építészeti enciklopédia. Lechner Jenő előadásai nyomán. Budapest, 1931.

## Külső hivatkozások
- Kieselbach